# 大籐王
大籐王（英語：Rattan，2013年10月16日—2023年11月30日），是一匹曾在香港出賽的賽駒，練馬師是高伯新。

## 簡介
2017年11月11日，「大籐王」取得三連捷，而這三場勝利皆在史卓豐胯下取得。
2018年11月10日，史卓豐策騎「大籐王」勝出第一班盃賽樂聲盃。賽後，史卓豐說道：「『大籐王』曾一再為我取得佳績，我與牠的合作曾四勝頭馬，馬兒亦進步良多。」
2019年4月7日，史卓豐策騎「大籐王」勝出國際二級賽短途錦標，發揮強橫後勁，力擒兩匹一級賽冠軍「紅衣醒神」和「爭分奪秒」。賽後，練馬師高伯新說道：「如果我們要擊敗那兩匹頂尖賽駒，最有可能就是在今天這種獲得讓磅的情況下。」他續說：「賽事的進展情況太好了，兩匹頂尖賽駒互相鬥快，令到步速加快，我們的賽駒得以在衝線時發揮其後勁。」史卓豐同樣認為賽事的形勢發展對其坐騎有利，他說道：「潘頓與我均出閘快捷。潘頓顯而易見試圖輕鬆領放，我當然不會讓他輕易如願，必須令他花多一點力氣，所以我首先略為加速，然後才穩居其後獲取遮擋。我希望走位暢順，並且早一點發力，因為我的坐騎今次是縮程出戰，牠的耐力優於兩匹主要對手。結果牠在終點前僅僅超越對手，贏得精彩！」他續說：「牠被人過度低估了機會，但牠的表現實在出色。我們為牠感到驕傲。」他補充：「我很喜歡這匹馬，我們合作勝出了好多場賽事，我們從第四班起步，及至今天擊敗了香港兩匹最優秀的短途馬，感覺非常美妙。高伯新及其馬房團隊做了非常出色的工作。」高伯新補充：「史卓豐十分了解這匹馬。我們事前認為，無論我們出閘是快還是慢，都沒有關係，我們都有方法應對。」
2019年4月28日，史卓豐策騎「大籐王」出戰國際一級賽主席短途獎，僅負於「爭分奪秒」，取得第二名。
2020年12月13日，史卓豐策騎「大籐王」出戰國際一級賽香港短途錦標，僅負於日本代表「野田重擊」及「旌暉」，取得第三名。
2021年12月30日，「大籐王」宣告退役，正式結束其競賽生涯，退役後被送往澳洲墨爾本的Living Legends牧場頤養天年直至2023年11月30日去世。

## 在港勝出賽事全紀錄
| 比賽日期   | 賽事名稱                      | 賽事班次 | 賽道 | 賽事路程 | 比賽馬場 | 名次 | 完成時間 | 騎師   |
| ---------- | ----------------------------- | -------- | ---- | -------- | -------- | ---- | -------- | ------ |
| 19/03/2017 | BMW百周年紀念讓賽             | 第四班   | 草地 | 1600米   | 沙田馬場 | 1    | 1:36.65  | 郭能   |
| 03/09/2017 | 花園道讓賽                    | 第三班   | 草地 | 1400米   | 沙田馬場 | 1    | 1:22.07  | 史卓豐 |
| 08/10/2017 | 德華讓賽                      | 第三班   | 草地 | 1600米   | 沙田馬場 | 1    | 1:34.92  | 史卓豐 |
| 11/11/2017 | PANASONIC「愛衫號」洗衣機讓賽 | 第三班   | 草地 | 1600米   | 沙田馬場 | 1    | 1:35.76  | 史卓豐 |
| 27/05/2018 | 爪皇凌雨讓賽                  | 第二班   | 草地 | 1400米   | 沙田馬場 | 1    | 1:21.10  | 郭能   |
| 10/11/2018 | 樂聲盃（讓賽）                | 第一班   | 草地 | 1400米   | 沙田馬場 | 1    | 1:21.11  | 史卓豐 |
| 07/04/2019 | 短途錦標                      | G2       | 草地 | 1200米   | 沙田馬場 | 1    | 1:08.14  | 史卓豐 |

## 在港一級賽出賽全紀錄
| 比賽日期   | 賽事名稱           | 賽事班次 | 賽道 | 賽事路程 | 比賽馬場 | 名次 | 完成時間 | 騎師   |
| ---------- | ------------------ | -------- | ---- | -------- | -------- | ---- | -------- | ------ |
| 17/02/2019 | 女皇銀禧紀念盃     | G1       | 草地 | 1400米   | 沙田馬場 | 4    | 1:21.50  | 史卓豐 |
| 28/04/2019 | 主席短途獎         | G1       | 草地 | 1200米   | 沙田馬場 | 2    | 1:08.33  | 史卓豐 |
| 08/12/2019 | 浪琴表香港短途錦標 | G1       | 草地 | 1200米   | 沙田馬場 | 10   | 1:08.71  | 史卓豐 |
| 19/01/2020 | 董事盃             | G1       | 草地 | 1600米   | 沙田馬場 | 4    | 1:33.89  | 何澤堯 |
| 16/02/2020 | 女皇銀禧紀念盃     | G1       | 草地 | 1400米   | 沙田馬場 | 6    | 1:22.49  | 史卓豐 |
| 26/04/2020 | 富衛保險冠軍一哩賽 | G1       | 草地 | 1600米   | 沙田馬場 | 4    | 1:33.61  | 郭能   |
| 13/12/2020 | 浪琴表香港短途錦標 | G1       | 草地 | 1200米   | 沙田馬場 | 3    | 1:08.58  | 史卓豐 |
| 25/04/2021 | 主席短途獎         | G1       | 草地 | 1200米   | 沙田馬場 | 8    | 1:09.43  | 史卓豐 |

## 外部連結
- . 2018-11-10  [2018-11-10].
- . 2019-04-07  [2019-04-07].